# Mesacanthotelson setosus
Mesacanthotelson setosus är en kräftdjursart som beskrevs av Nicholls 1944. Mesacanthotelson setosus ingår i släktet Mesacanthotelson och familjen Phreatoicidae. Inga underarter finns listade i Catalogue of Life.